# Acalymma xanthographum
Acalymma xanthographum es un coleóptero de la familia Chrysomelidae.
Fue descrita científicamente por primera vez en 1955 por Bechyne.